# Play with Fire (песня The Rolling Stones)
«Play with Fire» (с англ. — «Поиграй с огнём») — песня британской рок-группы The Rolling Stones, записанная в январе-феврале 1965 года. Впервые выпущена на обратной стороне сингла «The Last Time», изданного лейблом Decca Records в Великобритании и лейблом London Records в США.
«Play with Fire» вошла в американское издание альбома Out of Our Heads (1965 год). Поднялась до #96 в Billboard Hot 100 и часто включалась в альбомы-сборники, начиная с первого сборника хитов группы Big Hits (High Tide and Green Grass) (1966 год).

## О композиции
Официально автором композиции «Play with Fire» значится Nanker Phelge — псевдоним, часто использовавшийся группой. Композиция была записана поздно ночью в январе 1965 года в Лос-Анджелесе при участии Фила Спектора, через несколько дней после записи группа отправилась на концертный тур по Австралии.
Существует несколько кавер-версий этой композиции, в том числе, принадлежащая группе Manfred Mann’s Earth Band (альбом Soft Vengeance, 1996).

## Персоналии
- Мик Джаггер — вокал, губная гармоника, перкуссия
- Кит Ричардс — гитара, бэк-вокал
- Фил Спектор — «расстроенная» бас-гитара
- Джек Ницше — клавесин